# ヴィクトリア市
座標: 北緯22度16分42秒 東経114度10分28秒 / 北緯22.27833度 東経114.17444度

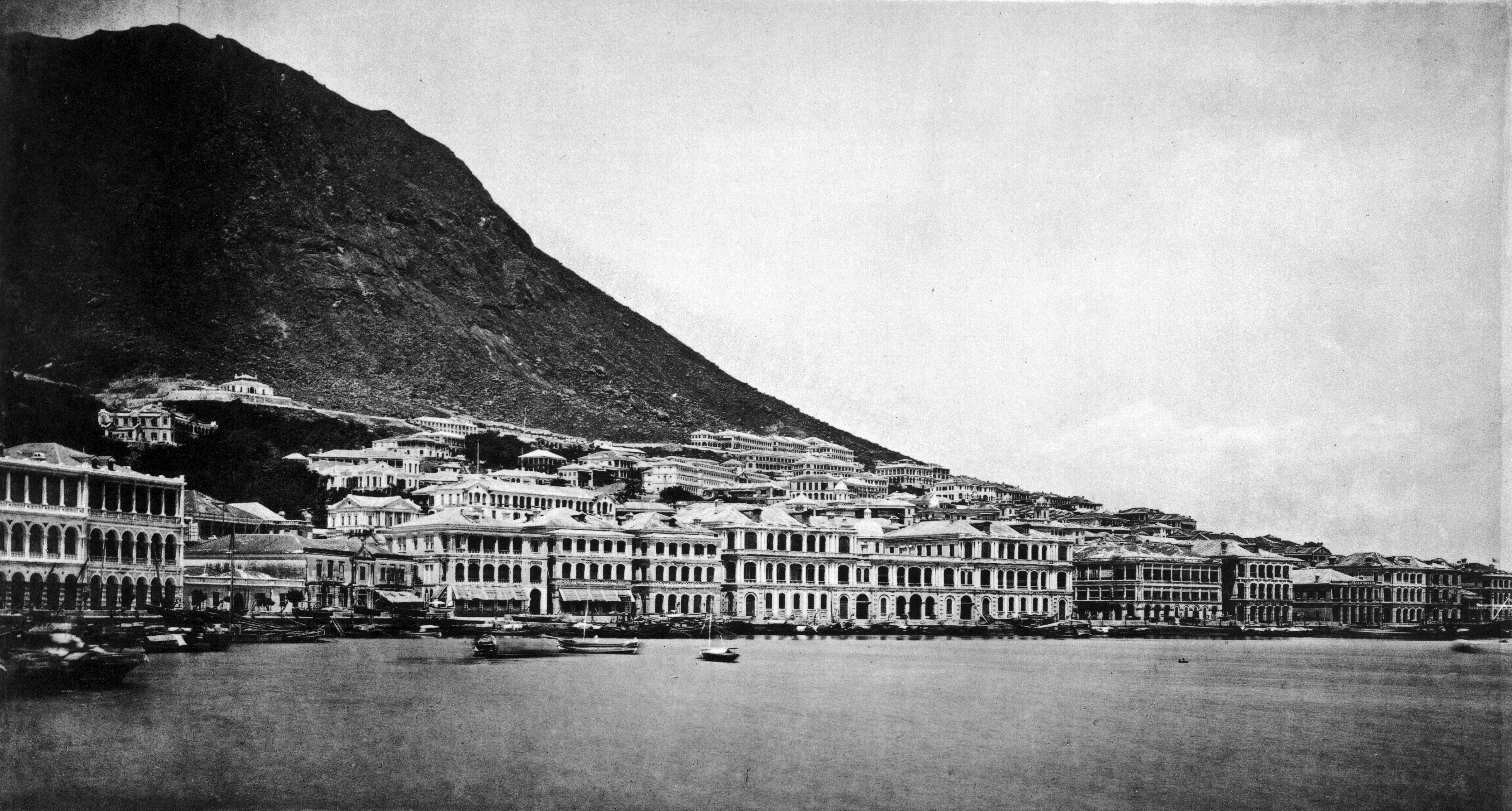
海沿いの遊歩道プラヤ、1870年代

ヴィクトリア市（ヴィクトリアし）は、香港が1842年にイギリスの植民地となったのち、最初に都市化した居住地の1つである。当初はクイーンズタウン（Queenstown）と呼ばれた。ほとんどすべての政府機関の本部が置かれているため、イギリスの植民地時代には、しばしば「香港の首都」とも認識された。

## 位置
ヴィクトリア市は、現在の中環に位置し、1843年当時のイギリス女王のヴィクトリア女王にちなんで名付けられた。ヴィクトリア市は、香港島にあって、もともとは現在の中環、金鐘と上環の一部を含むものであった。

## 歴史

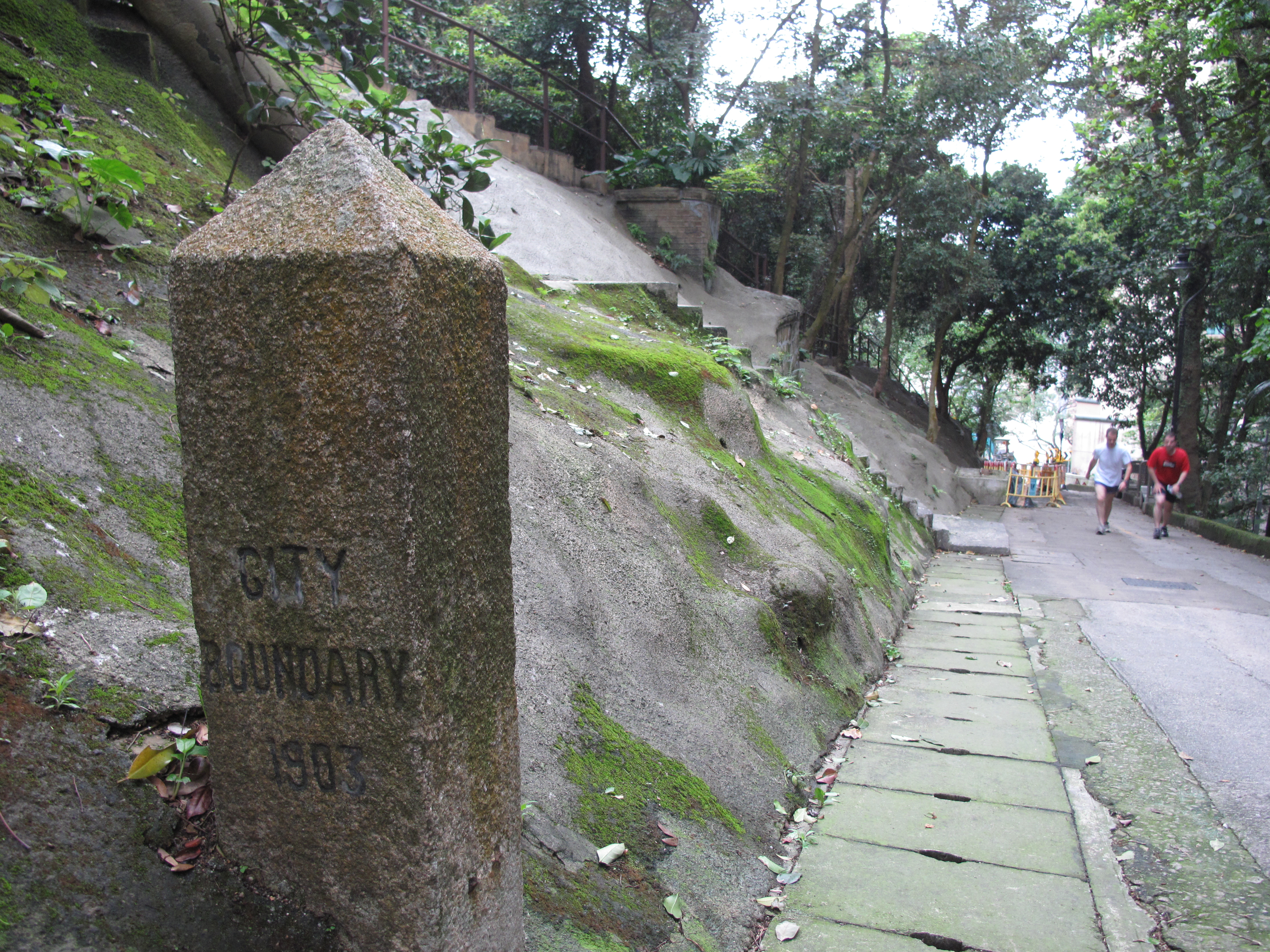
ヴィクトリア市の境界石

1857年、イギリス政府はヴィクトリア市の範囲を拡大し、4つの地区「四環」に分割した。四環は、西環（現在の西環で、ケネディ・タウン（堅尼地城）・石塘咀・西営盤が含まれる）、上環（現在の上環）、中環（現在の中環）、下環（現在の湾仔）である。下環を除いた、西環・上環・中環は、今日でも同じ名称が使われている。
四環は、さらに「九約」（約は地区または街区と似た概念）に分割された。その範囲には、東角や跑馬地の一部（競馬場東側の黄泥涌道より西側部分）も含む。1903年、ヴィクトリア市の境界を明示するため境界石が設置され、現在でも6つの境界石が残っている。
1890年代には、4マイル（6キロメートル以上）にわたって広がる主要都市となった。建物には、花崗岩とレンガが用いられた。バスと新たに現れたトラムが、この地域の主要な交通手段となった。

## 九約
- ケネディ・タウン（堅尼地城）から石塘咀
- 石塘咀から西営盤
- 西営盤
- 干諾道西東半
- 西港城から中環街市
- 中環街市から軍器廠街
- 軍器廠街から湾仔道
- 湾仔道から鵝頸橋
- 鵝頸橋から銅鑼湾